# Crocidura pasha
Crocidura pasha är en däggdjursart som beskrevs av Guy Dollman 1915. Crocidura pasha ingår i släktet Crocidura och familjen näbbmöss. IUCN kategoriserar arten globalt som livskraftig. Inga underarter finns listade i Catalogue of Life.
Arten förekommer främst i Sudan. Avskilda populationer hittades i Etiopien och Mali. Crocidura pasha lever i torra savanner. Den ska vara ganska motståndskraftig liksom pansarnäbbmusen.